# Clara Hocke
Clara Wilhelmine Lisette Hocke geb. Taphorn, gen. Mudder Hocke (* 12. April 1901 in Bremen; † 28. November 1981 in Bremen) war eine deutsche Drehorgelverleiherin und ein Original in Bremen.

## Biografie
Hocke war die Tochter eines Tischlers. Sie besuchte die Volksschule. 1925 heiratete sie den Tischlermeister Heinrich Hocke (1899–1963) und beide wohnten im Bremer Schnoor Nr. 14, das im selben Jahr in ihren Besitz überging. In der Weltwirtschaftskrise von 1929 erwarb das Paar ihre erste Drehorgel, mit der sie als umherziehende Musikantin, vor allem zur Zeit des Bremer Freimarkts durch die Innenstadt zog, um in der wirtschaftlich schwierigen Zeit etwas hinzuzuverdienen. 
Nach dem Zweiten Weltkrieg übernahm der Sohn die Tischlerei, während das Ehepaar das Orgelgeschäft aufbaute. Orgelbauer Wilhelm Holl wohnte im selben Haus und baute bzw. reparierte die im Volksmund auch als Leierkästen bezeichneten Orgeln. Verliehen wurden die Instrumente unter anderem zu Festen, Hochzeitsfeiern, Umzügen oder zum traditionellen Domtreppenfegen, an dem unverheiratete Männer ihren dreißigsten Geburtstag begehen. Nach dem Tode ihres Mannes in den 1960er Jahren betrieb „Mudder Hocke“, wie sie liebevoll bezeichnet wurde, das Geschäft weiter. Hocke wurde zur perfekten Mechanikerin, die genau auf ihre Drehorgeln achtete. Klaus Decho (1949–2017) unterstützte sie dabei und führte den noch bestehenden Mutter Hockes Drehorgelverleih weiter.